# Jacek Nikiel
Jacek Nikiel (ur. 1958) – polski matematyk, specjalizujący się w topologii, nauczyciel akademicki związany z uczelniami we Wrocławiu i Opolu.

## Życiorys
Po ukończeniu szkoły średniej w 1977 roku, studiował matematykę na Uniwersytecie Wrocławskim, którą ukończył w 1982 roku dyplomem z wyróżnieniem oraz tytułem magistra. Następnie został zatrudniony na macierzystej uczelni jako asystent, a następnie adiunkt. W 1985 roku uzyskał stopień naukowy doktora nauk matematycznych. W latach 1989–1994 przebywał za granicą jako visiting professor na University of Saskatchewan w Kanadzie i Texas A & M University w Stanach Zjednoczonych. W 1994 otrzymał stopień naukowy doktora habilitowanego na podstawie rozprawy napisanej w języku angielskim pt. On continuous images of arcs oraz przeniósł się do Bejrutu w Libanie, gdzie na Uniwersytecie Amerykańskim wykładał matematykę.
Do Polski wrócił w 2007 roku, znajdując zatrudnienie w Instytucie Matematyki i Informatyki Uniwersytetu Opolskiego. Pełnił tam funkcję kierownika Zakładu Topologii UO. W 2008 roku wybrano go na dziekana Wydziału Matematyki, Fizyki i Chemii. Już na początku jego kadencji w wydziału wydzielił się Instytut Chemii, tworząc odrębny Wydział Chemii, zaś kierowana przez niego jednostka uczelniana przyjęła nazwę Wydziału Matematyki, Fizyki i Informatyki. W 2012 roku został ponownie wybrany dziekanem Wydziału Matematyki, Fizyki i Informatyki UO.

## Dorobek naukowy
Jego zainteresowania naukowe koncentrują się wokół zagadnień związanych z topologią, teorią mnogości oraz algebrą, a w szczególności: teorią continuów i przestrzeni zwartych oraz przestrzeni (częściowo) uporządkowanych. Do jego ważniejszych publikacji należą:
- Topologies for acyclic partially ordered sets, wyd. UWr, Wrocław 1984.
- Concerning continuous images of arcs, wyd. UWr, Wrocław 1986.
- Some problems on continuous images of compact ordered spaces, wyd. UWr, Wrocław 1986.
- Locally connected curves as inverse limits, wyd. UWr, Wrocław 1987.
- A General theorem on inverse systems and their limits, wyd. UWr, Wrocław 1988.
- An Example of a continuous image of an arc, wyd. UWr, Wrocław 1989.